# Château de Thorrenc
 (décembre 2018).
Si vous disposez d'ouvrages ou d'articles de référence ou si vous connaissez des sites web de qualité traitant du thème abordé ici, merci de compléter l'article en donnant les références utiles à sa vérifiabilité et en les liant à la section « Notes et références ».
Le château de Thorrenc est un château situé à Thorrenc dans le département de l'Ardèche, en France.

## Description
Ce charmant castel est composé de trois tours. La plus ancienne semble être le donjon, une tour rectangulaire dont l’accès s’effectue au premier étage. Seules quelques rares et étroites ouvertures éclairent l’intérieur. Les étages de celui-ci étaient entièrement planchéiés. Il aurait été construit vers 1360 par le cardinal de Colombier, seigneur du lieu. La tour ronde au sud-est, avec ses meurtrières horizontales, date du XVe siècle. Dans cette tour se trouvent des oubliettes. La troisième, plus récente, daterait du début du XVIe siècle. Des bâtiments adossés au donjon forme un corps de logis Renaissance. Un autre bâtiment a été ajouté ou réparé à une époque encore plus récente XVIIe siècle ou XVIIIe siècle…

## Historique
Siège d'une baronnie, l'histoire du château remonte au moins à 1025. Après la Révolution, il a appartenu aux familles annonéennes, Desfrançais de l’Olme, Bechetoille, Marthoret par héritage puis après une vente aux familles annonéennes Mignot et Lapize de Sallée, Il a été habité, semble-t-il, jusque vers 1850 – 1860. Ensuite il a été progressivement oublié sous la végétation jusqu’au milieu du XXe siècle. Les vestiges ont été inscrits au titre des monuments historiques le 28 décembre 1950. Après une autre vente en 1964, il est restauré et de nouveau occupé. Notamment par le chanteur d’opéra Philippe Deyldi (Deydier) puis conservé après son décès par la famille et revendu en 2001, Il ne se visite pas.